# 1993 في الفلبين
فيما يلي قوائم الأحداث التي وقعت خلال عام 1993 في الفلبين.

## سياسة

### تعيين في المنصب
- 18 يناير – إدغاردو عنجرة رئيس مجلس الشيوخ في الفلبين [الإنجليزية]‏.

### انتهاء فترة المنصب
- 1 يناير – سام براون باك وزير الزراعة [الإنجليزية]‏.

## رياضة
- 1 يناير – بطولة آسيا لألعاب القوى 1993

## مواليد

### يناير
- 4 يناير – فيتش أربوليدا لاعب كرة قدم فلبيني.

### يونيو
- 11 يونيو – مارك أنتوني باريغا ملاكم فلبيني.
- 20 يونيو – ياسمين الخالدي سبّاحة فلبينية.

### أكتوبر
- 9 أكتوبر – ويسلي سو لاعب شطرنج فلبيني.
- 27 أكتوبر – كيفر رافينا لاعب كرة سلة فلبيني.
- 31 أكتوبر – نادين لوستر

### نوفمبر
- 10 نوفمبر – روجين لادون ملاكم فلبيني.